# 1,2-dichlor-4-nitrobenzen
1,2-dichlor-4-nitrobenzen je organická sloučenina se vzorcem Cl2C6H3NO2. Je to bledě žlutá pevná látka, která je odvozena z 1,2-dichlorbenzenu náhradou jednoho atomu vodíku nitroskupinou NO2. Tato sloučenina je meziproduktem při syntéze agrochemikálií.

## Výroba a použití
Nitrace 1,2-dichlorbenzenu produkuje především 1,2-dichlor-4-nitrobenzen, spolu s menším množství 3-nitro izomeru. Může být také připraven chlorací 4-nitrochlorbenzenu (ClC6H4NO2).
Jeden z chloridů je reaktivní vůči nukleofilům. Fluorid draselný dává 1-chlor-2-fluor-4-nitrobenzen, meziprodukt při výrobě herbicidů. S amoniakem se získá 2-chlor-4-nitroanilin, prekurzor diazobarviva. Redukcí s železným práškem získáme 3,4-dichloranilin.